# Золотий кубок КОНКАКАФ 2015
Золотий кубок КОНКАКАФ 2015 (англ. 2015 CONCACAF Gold Cup) — 23-ий розіграш чемпіонату КОНКАКАФ (13-ий розіграш під найменуванням Золотий кубок КОНКАКАФ), організований КОНКАКАФ, що відбувся з 7 по 26 липня 2015 року.
Турнір проходив у 12 містах США, а також у канадському Торонто. Формат турніру залишався старим: 12 учасників були розбиті на три групи по чотири країни. До чвертьфіналів проходили по дві найкращі команди з кожної групи і дві кращих команди, що посіли третє місце. Вперше з 2003 року був відновлений матч за третє місце, в якому Панама в серії пенальті здолала США і стала бронзовим призером турніру.
Фінальний матч пройшов на стадіоні «Лінкольн Файненшл філд» у місті Філадельфія, в якому збірна Мексики здолала збірну Ямайки і кваліфікувались на перший Кубок КОНКАКАФ 2015 року, де мала зустрітись з переможцем  Золотого кубка КОНКАКАФ 2013 року за право представляти КОНКАКАФ на Кубку конфедерацій 2017 в Росії. Крім цього турнір був першим етапом кваліфікації на Кубок Америки 2016 року: Панама, Тринідад і Тобаго, Гаїті і Куба, будучи найкращими чотирма командами в турнірі серед ще не кваліфікованих на Кубок Америки, отримали праві зіграти плей-оф, де визначились дві останні команди, що візьмуть участь в Кубку Америки в 2016 році.

## Кваліфікація

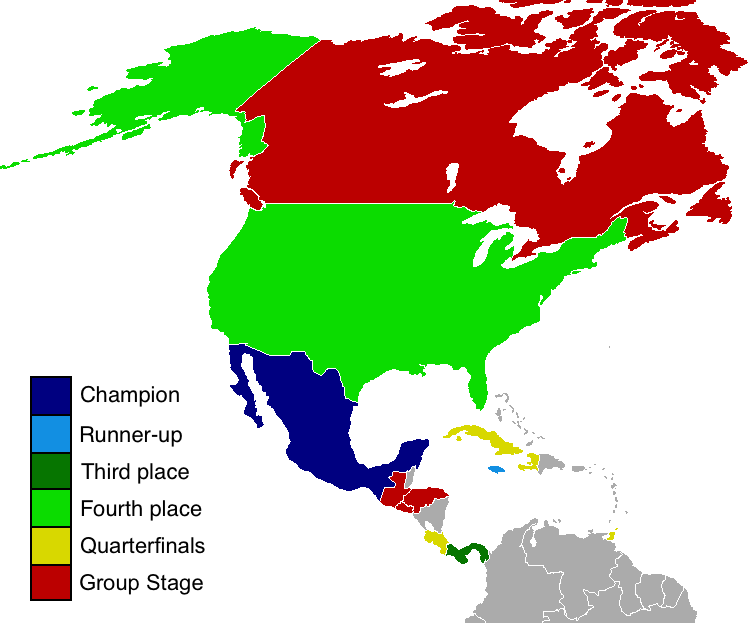
Карта країн-учасниць

| Команда | Місце у відборі  | Участей в турнірі | Кращий результат                                                  | Рейтинг ФІФА     |
| Північна Америка                                                                                             | Північна Америка | Північна Америка  | Північна Америка                                                  | Північна Америка |
| --- | ---------------- | ----------------- | ----------------------------------------------------------------- | ---------------- |
| Мексика | —                | 21                | Переможець (1965, 1971, 1977, 1993, 1996, 1998, 2003, 2009, 2011) | 23               |
| США | —                | 15                | Переможець (1991, 2002, 2005, 2007, 2013)                         | 27               |
| Канада | —                | 15                | Переможець (1985, 2000)                                           | 109              |
| Центральна Америка — 4 команди, за результатами Центральноамериканського кубка 2014                          |                  |                   |                                                                   |                  |
| Коста-Рика                                                                                                   | 1                | 18                | Переможець (1963, 1969, 1989)                                     | 14               |
| Гватемала | 2                | 18                | Переможець (1967)                                                 | 93               |
| Панама | 3                | 8                 | 2-е місце (2005, 2013)                                            | 54               |
| Сальвадор | 4                | 15                | 2-е місце (1963, 1981)                                            | 89               |
| Карибські острови — 4 команди, за результатами Карибського кубка 2014                                        |                  |                   |                                                                   |                  |
| Ямайка | 1                | 11                | 3-е місце (1993)                                                  | 65               |
| Тринідад і Тобаго                                                                                            | 2                | 15                | 2-е місце (1973)                                                  | 67               |
| Гаїті | 3                | 13                | Переможець (1973)                                                 | 76               |
| Куба | 4                | 10                | 4-е місце (1971)                                                  | 107              |
| Плей-оф між командами, що зайняли 5-ті місця на Карибському кубку 2014 і Центральноамериканському кубку 2014 |                  |                   |                                                                   |                  |
| Гондурас | 5                | 18                | Переможець (1981)                                                 | 75               |

## Стадіони
14 стадіонів, які прийматимуть матчі кубка, були оголошені 16 грудня 2014 року. Кожна арена мала провести по два матчі, крім стадіонів «Лінкольн Файненшл філд» та «Тален Енерджі Стедіум», де мав пройти фінал та матч за 3-тє місце відповідно. Розклад матчів був оголошений 12 березня 2015 року
| Іст-Ратерфорд                | Шарлотт | Атланта | Балтимор | Філадельфія              |
| ---------------------------- | --- | --- | --- | ------------------------ |
| «Мет-Лайф Стедіум»           | «Бенк оф Америка Стедіум» | «Джорджія Дом» | «M&T Bank Стедіум» | «Лінкольн Файненшл філд» |
| Місткість: 82,566            | Місткість: 74,455 | Місткість: 74,228 | Місткість: 71,008 | Місткість: 69,176        |
| Чвертьфінали                 | Група C | Півфінали | Чвертьфінали | Фінам                    |
|                              | | | |                          |
| Фоксборо                     | Карсон Глендейл Фриско Х'юстон Канзас-Сіті Чикаго Торонто Атланта Шарлотт Балтимор Філадельфія Іст-Ратерфорд Фоксборо Честер | Карсон Глендейл Фриско Х'юстон Канзас-Сіті Чикаго Торонто Атланта Шарлотт Балтимор Філадельфія Іст-Ратерфорд Фоксборо Честер | Карсон Глендейл Фриско Х'юстон Канзас-Сіті Чикаго Торонто Атланта Шарлотт Балтимор Філадельфія Іст-Ратерфорд Фоксборо Честер | Чикаго                   |
| «Жилетт Стедіум»             | Карсон Глендейл Фриско Х'юстон Канзас-Сіті Чикаго Торонто Атланта Шарлотт Балтимор Філадельфія Іст-Ратерфорд Фоксборо Честер | Карсон Глендейл Фриско Х'юстон Канзас-Сіті Чикаго Торонто Атланта Шарлотт Балтимор Філадельфія Іст-Ратерфорд Фоксборо Честер | Карсон Глендейл Фриско Х'юстон Канзас-Сіті Чикаго Торонто Атланта Шарлотт Балтимор Філадельфія Іст-Ратерфорд Фоксборо Честер | «Солджер-філд»           |
| Місткість: 68,756            | Карсон Глендейл Фриско Х'юстон Канзас-Сіті Чикаго Торонто Атланта Шарлотт Балтимор Філадельфія Іст-Ратерфорд Фоксборо Честер | Карсон Глендейл Фриско Х'юстон Канзас-Сіті Чикаго Торонто Атланта Шарлотт Балтимор Філадельфія Іст-Ратерфорд Фоксборо Честер | Карсон Глендейл Фриско Х'юстон Канзас-Сіті Чикаго Торонто Атланта Шарлотт Балтимор Філадельфія Іст-Ратерфорд Фоксборо Честер | Місткість: 63,500        |
| Група A                      | Карсон Глендейл Фриско Х'юстон Канзас-Сіті Чикаго Торонто Атланта Шарлотт Балтимор Філадельфія Іст-Ратерфорд Фоксборо Честер | Карсон Глендейл Фриско Х'юстон Канзас-Сіті Чикаго Торонто Атланта Шарлотт Балтимор Філадельфія Іст-Ратерфорд Фоксборо Честер | Карсон Глендейл Фриско Х'юстон Канзас-Сіті Чикаго Торонто Атланта Шарлотт Балтимор Філадельфія Іст-Ратерфорд Фоксборо Честер | Група C                  |
|                              | Карсон Глендейл Фриско Х'юстон Канзас-Сіті Чикаго Торонто Атланта Шарлотт Балтимор Філадельфія Іст-Ратерфорд Фоксборо Честер | Карсон Глендейл Фриско Х'юстон Канзас-Сіті Чикаго Торонто Атланта Шарлотт Балтимор Філадельфія Іст-Ратерфорд Фоксборо Честер | Карсон Глендейл Фриско Х'юстон Канзас-Сіті Чикаго Торонто Атланта Шарлотт Балтимор Філадельфія Іст-Ратерфорд Фоксборо Честер |                          |
| Глендейл                     | Карсон Глендейл Фриско Х'юстон Канзас-Сіті Чикаго Торонто Атланта Шарлотт Балтимор Філадельфія Іст-Ратерфорд Фоксборо Честер | Карсон Глендейл Фриско Х'юстон Канзас-Сіті Чикаго Торонто Атланта Шарлотт Балтимор Філадельфія Іст-Ратерфорд Фоксборо Честер | Карсон Глендейл Фриско Х'юстон Канзас-Сіті Чикаго Торонто Атланта Шарлотт Балтимор Філадельфія Іст-Ратерфорд Фоксборо Честер | Карсон                   |
| Стадіон університету Фінікса | Карсон Глендейл Фриско Х'юстон Канзас-Сіті Чикаго Торонто Атланта Шарлотт Балтимор Філадельфія Іст-Ратерфорд Фоксборо Честер | Карсон Глендейл Фриско Х'юстон Канзас-Сіті Чикаго Торонто Атланта Шарлотт Балтимор Філадельфія Іст-Ратерфорд Фоксборо Честер | Карсон Глендейл Фриско Х'юстон Канзас-Сіті Чикаго Торонто Атланта Шарлотт Балтимор Філадельфія Іст-Ратерфорд Фоксборо Честер | «СтабХаб Центр»          |
| Місткість: 63,400            | Карсон Глендейл Фриско Х'юстон Канзас-Сіті Чикаго Торонто Атланта Шарлотт Балтимор Філадельфія Іст-Ратерфорд Фоксборо Честер | Карсон Глендейл Фриско Х'юстон Канзас-Сіті Чикаго Торонто Атланта Шарлотт Балтимор Філадельфія Іст-Ратерфорд Фоксборо Честер | Карсон Глендейл Фриско Х'юстон Канзас-Сіті Чикаго Торонто Атланта Шарлотт Балтимор Філадельфія Іст-Ратерфорд Фоксборо Честер | Місткість: 30,510        |
| Група C                      | Карсон Глендейл Фриско Х'юстон Канзас-Сіті Чикаго Торонто Атланта Шарлотт Балтимор Філадельфія Іст-Ратерфорд Фоксборо Честер | Карсон Глендейл Фриско Х'юстон Канзас-Сіті Чикаго Торонто Атланта Шарлотт Балтимор Філадельфія Іст-Ратерфорд Фоксборо Честер | Карсон Глендейл Фриско Х'юстон Канзас-Сіті Чикаго Торонто Атланта Шарлотт Балтимор Філадельфія Іст-Ратерфорд Фоксборо Честер | Група B                  |
|                              | Карсон Глендейл Фриско Х'юстон Канзас-Сіті Чикаго Торонто Атланта Шарлотт Балтимор Філадельфія Іст-Ратерфорд Фоксборо Честер | Карсон Глендейл Фриско Х'юстон Канзас-Сіті Чикаго Торонто Атланта Шарлотт Балтимор Філадельфія Іст-Ратерфорд Фоксборо Честер | Карсон Глендейл Фриско Х'юстон Канзас-Сіті Чикаго Торонто Атланта Шарлотт Балтимор Філадельфія Іст-Ратерфорд Фоксборо Честер |                          |
| Х'юстон                      | Торонто | Фриско | Честер | Канзас-Сіті              |
| «Компасс Стедіум»            | «БМО Філд» | «Тойота Стедіум» | «PPL Парк» | «Спортінг Парк»          |
| Місткість: 22,039            | Місткість: 30,991 | Місткість: 20,500 | Місткість: 18,500 | Місткість: 18,467        |
| Група B                      | Група B | Група A | Матч за 3-тє місце | Група A                  |
|                              | | | |                          |

## Жеребкування
Сіяні команди, які будуть розведені по різних групах, були оголошені 16 грудня 2014 року: ними стали США (група А), Коста-Рика (Група B) і Мексика (група С). Вони були визначені на підставі Рейтинга ФІФА від 27 листопада 2014 року (показаний в дужках).
| Сіяні                                     | Несіяні                                           | Несіяні                                      | Несіяні                                   |
| ----------------------------------------- | ------------------------------------------------- | -------------------------------------------- | ----------------------------------------- |
| Коста-Рика (16) · Мексика (20) · США (28) | Тринідад і Тобаго (54) · Панама (56) · Гаїті (68) | Ямайка (71) · Гондурас (72) · Гватемала (73) | Куба (79) · Сальвадор (93) · Канада (110) |

Повний склад груп і розклад турніру були оголошені КОНКАКАФ 12 березня 2015 року.

## Арбітри
Головні
| - Девід Гантар - Генрі Бехарано - Рікардо Монтеро - Волтер Квесада - Ядель Мартінес - Хоель Агілар | - Ельмер Артуро Бонілья - Марлон Мехія - Вальтер Лопес - Армандо Кастро - Оскар Монкада - Ектор Родрігес | - Роберто Гарсія - Фернандо Герреро - Сесар Рамос - Джон Пітті - Марк Гейгер - Джейр Марруфо |

Асистенти
| - Деніел Белло - Філіпп Брієр - Ворнер Кастро - Октавіо Хара - Леонель Леаль - Хіран Допіко | - Вільям Торрес - Хуан Сумба - Ерменеріто Леаль - Херсон Лопес - Крістіан Рамірес - Рікардо Морган - Гарнет Пейдж | - Хосе Луїс Камарго - Альберто Морін - Даніель Вільямсон - Ерік Боря - Пітер Маніковскі - Чарльз Джастін Моргант |

## Склади команд
Початковий попередній список з 35 гравців повинен був бути представленим в КОНКАКАФ до 7 червня 2015 року. Остаточний список з 23 гравців, 3 з яких повинні бути воротарями, повинен був бути представлений 27 червня 2015. Гравці, названі в остаточному списку, повинні отримати номери від 1 до 23, з номером 1 обов'язково для воротаря.
Будь-яка команда, що вийшла у плей-оф могла замінити до шести гравців в команді після завершення групового етапу. При цьому нові гравці повинні були виходити до попереднього списку з 35 гравців, обраних до початку турніру і отримують номери від 24 до 29.
Травмований гравець з остаточного списку може бути замінений іншим з попереднього списку не пізніше ніж за 24 години до першої гри своєї збірної.

## Груповий етап
На груповому етапі, якщо дві або більше команд отримали однакову кількість очок (в тому числі серед третіх місць команд у різних групах), місце команд мало визначатися таким чином:
- Краща різниця м'ячів у всіх матчах групового етапу
- Більша кількість забитих м'ячів у всіх матчах групи
- Більша кількість очок, набраних в матчі між командами (застосовується лише до визначення мість в кожній групі)
- Жеребкування

Для позначення часу використано Північноамериканський східний час (UTC−4)

### Група A
| Поз | Команда  | І | В | Н | П | ГЗ | ГП | РГ | О | Кваліфікація    |
| --- | -------- | - | - | - | - | -- | -- | -- | - | --------------- |
| 1   | США (H)  | 3 | 2 | 1 | 0 | 4  | 2  | +2 | 7 | Вихід в плей-оф |
| 2   | Гаїті    | 3 | 1 | 1 | 1 | 2  | 2  | 0  | 4 | Вихід в плей-оф |
| 3   | Панама   | 3 | 0 | 3 | 0 | 3  | 3  | 0  | 3 | Вихід в плей-оф |
| 4   | Гондурас | 3 | 0 | 1 | 2 | 2  | 4  | −2 | 1 |                 |

| 7 липня 2015 18:00 |

| Панама      | 1–1      | Гаїті     |
| ----------- | -------- | --------- |
| Кінтеро 55' | Протокол | Назон 85' |

| «Тойота Стедіум», Фриско Глядачів: 22,357 Арбітр: Генрі Бехарано |

| 7 липня 2015 20:30 |

| США             | 2–1      | Гондурас   |
| --------------- | -------- | ---------- |
| Демпсі 25', 64' | Протокол | Діскуа 69' |

| «Тойота Стедіум», Фриско Глядачів: 22,357 Арбітр: Сесар Рамос |

| 10 липня 2015 18:00 |

| Гондурас  | 1–1      | Панама     |
| --------- | -------- | ---------- |
| Нахар 81' | Протокол | Техада 21' |

| «Жилетт Стедіум», Фоксборо Глядачів: 46,720 Арбітр: Марлон Мехія |

| 10 липня 2015 20:30 |

| США        | 1–0      | Гаїті |
| ---------- | -------- | ----- |
| Демпсі 47' | Протокол |       |

| «Жилетт Стедіум», Фоксборо Глядачів: 46,720 Арбітр: Рікардо Монтеро |

| 13 липня 2015 18:00 |

| Гаїті     | 1–0      | Гондурас |
| --------- | -------- | -------- |
| Назон 13' | Протокол |          |

| «Спортінг Парк», Канзас-Сіті Глядачів: 18,467 Арбітр: Хоель Агілар |

| 13 липня 2015 20:30 |

| Панама    | 1–1      | США        |
| --------- | -------- | ---------- |
| Перес 34' | Протокол | Бредлі 55' |

| «Спортінг Парк», Канзас-Сіті Глядачів: 18,467 Арбітр: Роберто Гарсія |

### Група B
| Поз | Команда    | І | В | Н | П | ГЗ | ГП | РГ | О | Кваліфікація    |
| --- | ---------- | - | - | - | - | -- | -- | -- | - | --------------- |
| 1   | Ямайка     | 3 | 2 | 1 | 0 | 4  | 2  | +2 | 7 | Вихід в плей-оф |
| 2   | Коста-Рика | 3 | 0 | 3 | 0 | 3  | 3  | 0  | 3 | Вихід в плей-оф |
| 3   | Сальвадор  | 3 | 0 | 2 | 1 | 1  | 2  | −1 | 2 |                 |
| 4   | Канада (H) | 3 | 0 | 2 | 1 | 0  | 1  | −1 | 2 |                 |

| 8 липня 2015 17:00 |

| Коста-Рика             | 2–2      | Ямайка                    |
| ---------------------- | -------- | ------------------------- |
| Міллер 33' Рамірес 37' | Протокол | Макклірі 13' Макенафф 48' |

| «СтабХаб Центр», Карсон Глядачів: 22,648 Арбітр: Фернандо Герреро |

| 8 липня 2015 19:30 |

| Сальвадор | 0–0      | Канада |
| --------- | -------- | ------ |
|           | Протокол |        |

| «СтабХаб Центр», Карсон Глядачів: 22,648 Арбітр: Оскар Монкада |

| 11 липня 2015 17:30 |

| Ямайка      | 1–0      | Канада |
| ----------- | -------- | ------ |
| Остін 90+2' | Протокол |        |

| «Компасс Стедіум», Х'юстон Глядачів: 22,017 Арбітр: Ядель Мартінес |

| 11 липня 2015 20:00 |

| Коста-Рика  | 1–1      | Сальвадор   |
| ----------- | -------- | ----------- |
| Б. Руїс 60' | Протокол | Кореа 90+2' |

| «Компасс Стедіум», Х'юстон Глядачів: 22,017 Арбітр: Джейр Марруфо |

| 14 липня 2015 18:00 |

| Ямайка       | 1–0      | Сальвадор |
| ------------ | -------- | --------- |
| Макклірі 71' | Протокол |           |

| «БМО Філд», Торонто Глядачів: 16,674 Арбітр: Вальтер Лопес |

| 14 липня 2015 20:30 |

| Канада | 0–0      | Коста-Рика |
| ------ | -------- | ---------- |
|        | Протокол |            |

| «БМО Філд», Торонто Глядачів: 16,674 Арбітр: Ектор Родрігес |

### Група C
| Поз | Команда           | І | В | Н | П | ГЗ | ГП | РГ | О | Кваліфікація    |
| --- | ----------------- | - | - | - | - | -- | -- | -- | - | --------------- |
| 1   | Тринідад і Тобаго | 3 | 2 | 1 | 0 | 9  | 5  | +4 | 7 | Вихід в плей-оф |
| 2   | Мексика           | 3 | 1 | 2 | 0 | 10 | 4  | +6 | 5 | Вихід в плей-оф |
| 3   | Куба              | 3 | 1 | 0 | 2 | 1  | 8  | −7 | 3 | Вихід в плей-оф |
| 4   | Гватемала         | 3 | 0 | 1 | 2 | 1  | 4  | −3 | 1 |                 |

| 9 липня 2015 18:00 |

| Тринідад і Тобаго               | 3–1      | Гватемала   |
| ------------------------------- | -------- | ----------- |
| Бато 10' Като 13' Дж. Джонс 25' | Протокол | К. Руїс 61' |

| «Солджер-філд», Чикаго Глядачів: 54,126 Арбітр: Джон Пітті |

| 9 липня 2015 20:30 |

| Мексика                                                         | 6–0      | Куба |
| --------------------------------------------------------------- | -------- | ---- |
| Перальта 16', 36', 61' Вела 22' Гуардадо 43' Дж. дос Сантос 75' | Протокол |      |

| «Солджер-філд», Чикаго Глядачів: 54,126 Арбітр: Волтер Квесада |

| 12 липня 2015 16:30 |

| Тринідад і Тобаго | 2–0      | Куба |
| ----------------- | -------- | ---- |
| Бато 17' Буко 42' | Протокол |      |

| Стадіон університету Фінікса, Глендейл Глядачів: 62,910 Арбітр: Девід Гантар |

| 12 липня 2015 19:00 |

| Гватемала | 0–0      | Мексика |
| --------- | -------- | ------- |
|           | Протокол |         |

| Стадіон університету Фінікса, Глендейл Глядачів: 62,910 Арбітр: Армандо Кастро |

| 15 липня 2015 18:00 |

| Куба     | 1–0      | Гватемала |
| -------- | -------- | --------- |
| Реєс 73' | Протокол |           |

| «Бенк оф Америка Стедіум», Шарлотт Глядачів: 55,823 Арбітр: Ельмер Артуро Бонілья |

| 15 липня 2015 20:30 |

| Мексика                                            | 4–4      | Тринідад і Тобаго                            |
| -------------------------------------------------- | -------- | -------------------------------------------- |
| Агілар 32' Вела 51' Гуардадо 88' К. Джонс 90' (аг) | Протокол | Каммінгс 55', 67' К. Джонс 58' Маршалл 90+3' |

| «Бенк оф Америка Стедіум», Шарлотт Глядачів: 55,823 Арбітр: Марк Гейгер |

### Відбір кращих третіх місць
| Поз | Груп | Команда   | І | В | Н | П | ГЗ | ГП | РГ | О | Кваліфікація    |
| --- | ---- | --------- | - | - | - | - | -- | -- | -- | - | --------------- |
| 1   | A    | Панама    | 3 | 0 | 3 | 0 | 3  | 3  | 0  | 3 | Вихід в плей-оф |
| 2   | C    | Куба      | 3 | 1 | 0 | 2 | 1  | 8  | −7 | 3 | Вихід в плей-оф |
| 3   | B    | Сальвадор | 3 | 0 | 2 | 1 | 1  | 2  | −1 | 2 |                 |

## Плей-оф

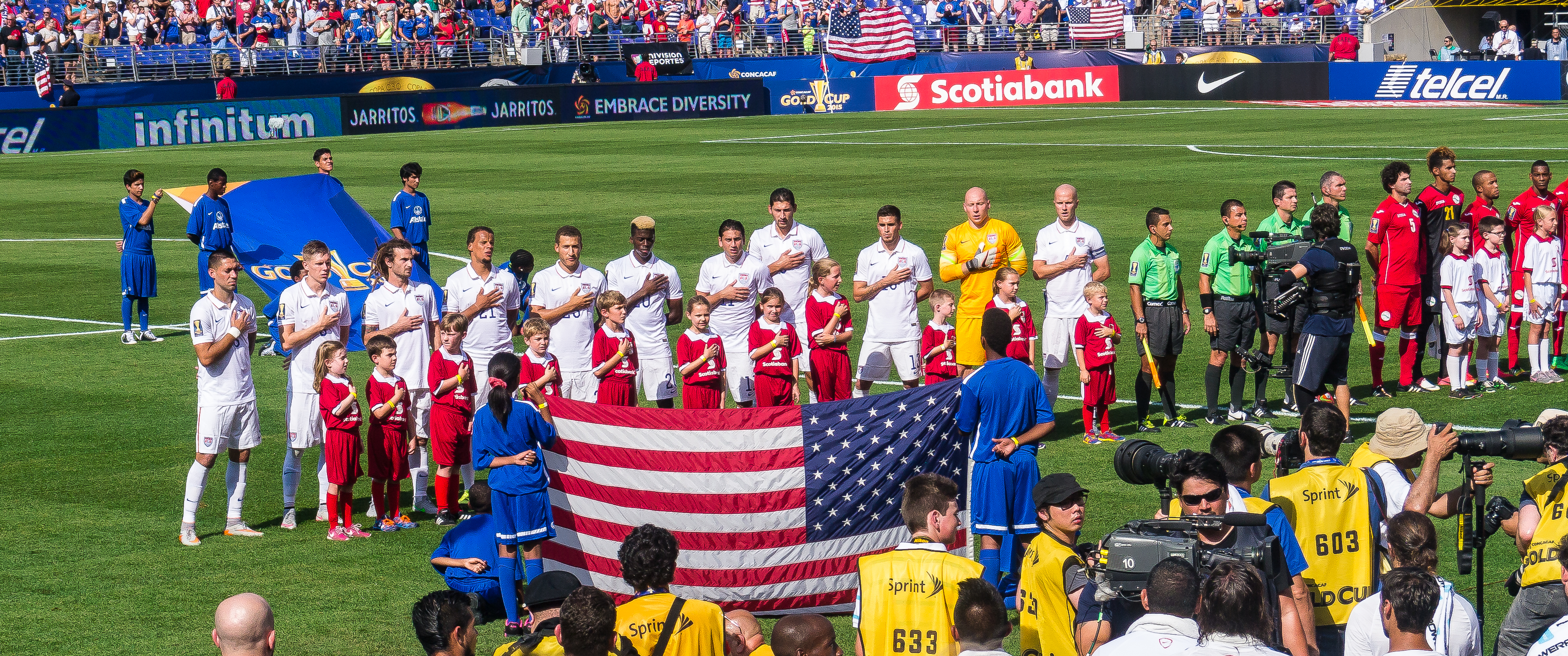
Виконання гімнів перед матчем чвертьфіналу США-Куба. 18 липня.

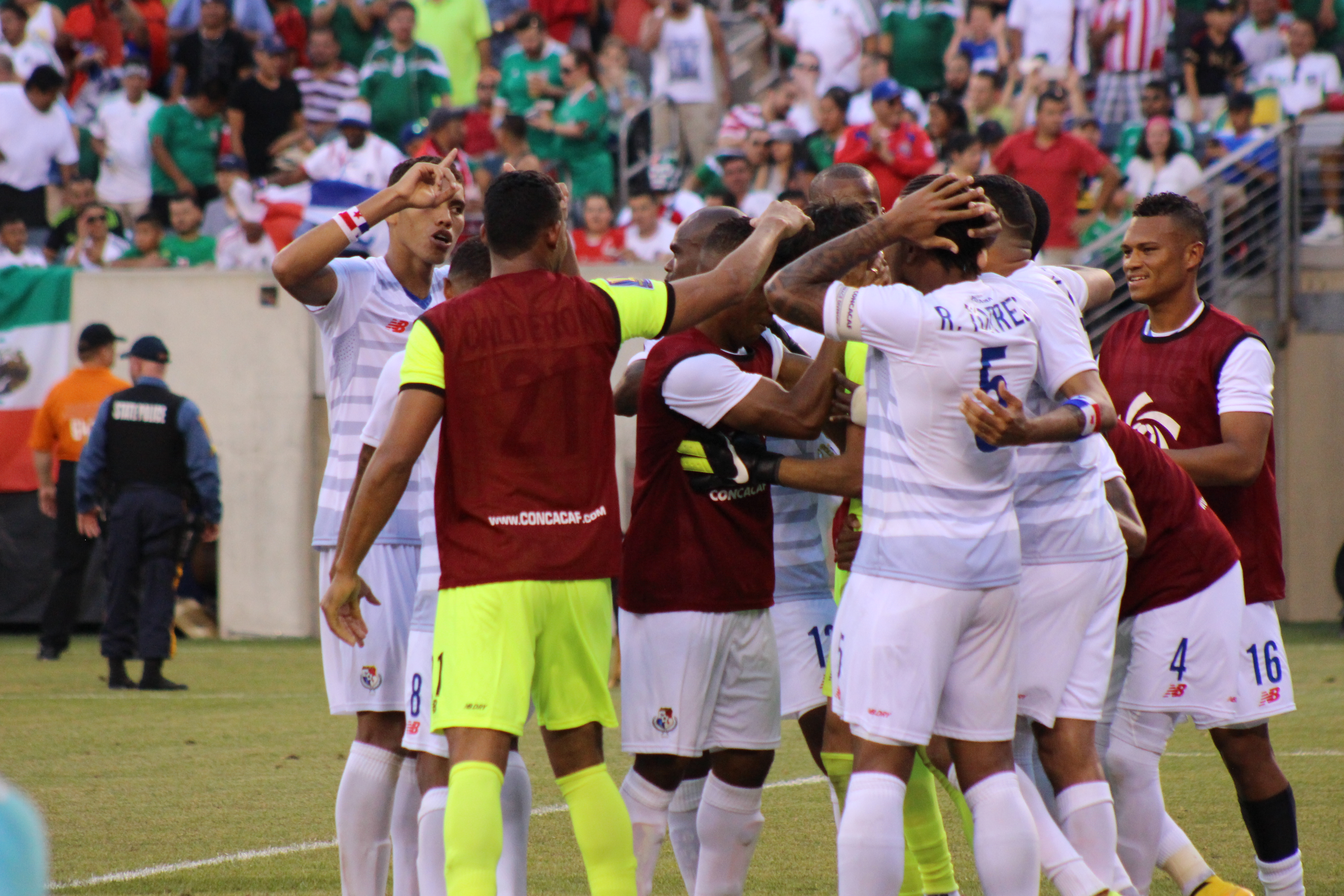
Панама святкує перемогу в серії пенальті над Тринідадом і Тобаго в чвертьфіналі. 19 липня.

У матчах плей-оф при рівному рахунку в кінці основного часу гри, призначався додатковий час (два тайми по 15 хвилин кожен). У випадку, коли після цього рахунок залишався рівним, призначались післяматчеві пенальті для визначення переможців.
|  | Чвертьфінали             | Чвертьфінали       |                        |               | Півфінали   | Півфінали   |  |  | Фінал             | Фінал |
|  |                          |                    |                        |               |             |             |  |  |                   |       |
|  | 18 липня – Балтимор      |                    |                        |               |             |             |  |  |                   |       |
|  |                          |                    |                        |               |             |             |  |  |                   |       |
|  | США                      | 6                  |                        |               |             |             |  |  |                   |       |
|  | США                      | 6                  | 22 липня – Атланта     |               |             |             |  |  |                   |       |
|  | Куба                     | 0                  |                        |               |             |             |  |  |                   |       |
|  | Куба                     | 0                  | США                    | 1             |             |             |  |  |                   |       |
|  | 18 липня – Балтимор      |                    | США                    | 1             |             |             |  |  |                   |       |
|  |                          | Ямайка             | 2                      |               |             |             |  |  |                   |       |
|  | Гаїті                    | Ямайка             | 2                      | 0             |             |             |  |  |                   |       |
|  | Гаїті                    |                    | 26 липня – Філадельфія | 0             |             |             |  |  |                   |       |
|  | Ямайка                   | 1                  |                        |               |             |             |  |  |                   |       |
|  | Ямайка                   | 1                  | Ямайка                 | 1             |             |             |  |  |                   |       |
|  | 19 липня – Іст-Ратерфорд |                    | Ямайка                 | 1             |             |             |  |  |                   |       |
|  |                          | Мексика            | 3                      |               |             |             |  |  |                   |       |
|  | Тринідад і Тобаго        | Мексика            | 3                      | 1 (5)         |             |             |  |  |                   |       |
|  | Тринідад і Тобаго        | 22 липня – Атланта |                        | 1 (5)         |             |             |  |  |                   |       |
|  | Панама (пен.)            | 1 (6)              |                        |               |             |             |  |  |                   |       |
|  | Панама (пен.)            | 1 (6)              | Панама                 | 1             | Третє місце | Третє місце |  |  |                   |       |
|  | 19 липня – Іст-Ратерфорд |                    | Панама                 | 1             | Третє місце | Третє місце |  |  |                   |       |
|  |                          | Мексика (д.ч.)     | 2                      |               |             |             |  |  |                   |       |
|  | Мексика (д.ч.)           | Мексика (д.ч.)     | 2                      | 1             | США         | 1 (2)       |  |  |                   |       |
|  | Мексика (д.ч.)           |                    |                        | 1             | США         | 1 (2)       |  |  |                   |       |
|  | Коста-Рика               | 0                  |                        | Панама (пен.) | 1 (3)       |             |  |  |                   |       |
|  | Коста-Рика               | 0                  |                        |               | 1 (3)       |             |  |  |                   |       |
|  |                          |                    |                        |               |             |             |  |  | 25 липня – Честер |       |
|  |                          |                    |                        |               |             |             |  |  |                   |       |

### Чвертьфінали
| 18 липня 2015 17:00 |

| США                                                              | 6–0      | Куба |
| ---------------------------------------------------------------- | -------- | ---- |
| Демпсі 4', 64' (пен.), 78' Зардес 15' Юганнссон 32' Гонсалес 45' | Протокол |      |

| «M&T Bank Стедіум», Балтимор Глядачів: 37,994 Арбітр: Генрі Бехарано |

| 18 липня 2015 20:00 |

| Гаїті | 0–1      | Ямайка   |
| ----- | -------- | -------- |
|       | Протокол | Барнс 6' |

| «M&T Bank Стедіум», Балтимор Глядачів: 37,994 Арбітр: Сесар Рамос |

| 19 липня 2015 16:30 |

| Тринідад і Тобаго | 1–1      | Панама     |
| ----------------- | -------- | ---------- |
| К. Джонс 53'      | Протокол | Техада 36' |

| «Мет-Лайф Стедіум», Іст-Ратерфорд Глядачів: 74,187 Арбітр: Ектор Родрігес |

|                                                                                     |     | Пенальті                                                                                |  |
| Гуерра · Бато · Дж. Джонс · Вільямс · К. Джонс · Абу Бакр · Сайрус · Буко · Пелт'єр | 5–6 | Р. Торрес · Г. Торрес · Девіс · Арройо · Купер · Каммінгс · Кінтеро · Перес · Піментель |  |

| 19 липня 2015 19:30 |

| Мексика                | 1–0      | Коста-Рика |
| ---------------------- | -------- | ---------- |
| Гвардадо 120+4' (пен.) | Протокол |            |

| «Мет-Лайф Стедіум», Іст-Ратерфорд Глядачів: 74,187 Арбітр: Вальтер Лопес |

### Півфінали
| 22 липня 2015 18:00 |

| США        | 1–2      | Ямайка                |
| ---------- | -------- | --------------------- |
| Бредлі 47' | Протокол | Меттокс 30' Барнс 35' |

| «Джорджія Дом», Атланта Глядачів: 70,511 Арбітр: Рікардо Монтеро |

| 22 липня 2015 21:00 |

| Панама        | 1–2      | Мексика                               |
| ------------- | -------- | ------------------------------------- |
| Р. Торрес 57' | Протокол | Гвардадо 90+10' (пен.), 105+1' (пен.) |

| «Джорджія Дом», Атланта Глядачів: 70,511 Арбітр: Марк Гейгер |

### Матч за 3-тє місце
| 25 липня 2015 16:00 |

| США                                           | 1–1      | Панама                                |
| --------------------------------------------- | -------- | ------------------------------------- |
| Демпсі 70'                                    | Протокол | Нурсе 55'                             |
|                                               | Пенальті |                                       |
| Юганнссон · Демпсі · Джонсон · Бредлі · Бізлі | 2–3      | Р. Торрес · Арройо · Купер · Каммінгс |

| «PPL Парк», Честер Глядачів: 12,598 Арбітр: Оскар Монкада |

### Фінал
| 26 липня 2015 20:00 |

| Ямайка      | 1–3      | Мексика                              |
| ----------- | -------- | ------------------------------------ |
| Меттокс 78' | Протокол | Гвардадо 31' Корона 46' Перальта 60' |

| «Лінкольн Файненшл філд», Філадельфія Глядачів: 68,930 Арбітр: Хоель Агілар |

## Нагороди
| Золотий кубок КОНКАКАФ 2015 |
| --------------------------- |
| Мексика 10-й титул          |

| Найкращий бомбардир: | Найцінніший гравець : | Найкращий голкіпер: | Найкращий молодий гравець: | Нагорода Fair Play: |
| -------------------- | --------------------- | ------------------- | -------------------------- | ------------------- |
| Клінт Демпсі         | Андрес Гвардадо       | Бред Гузан          | Хесус Корона               | Ямайка              |

### Символічна збірна турніру
- Воротар
  -  Бред Гузан
- Захисники
  -  Кемар Лоуренс
  -  Вес Морган
  -  Роман Торрес
  -  Пауль Агілар
- Півзахисники
  -  Джонатан дос Сантос
  -  Родольф Остін
  -  Андрес Гвардадо
  -  Армандо Купер
  -  Альберто Кінтеро
- Нападники
  -  Клінт Демпсі

### Призові кошти
Загальна сума призового фонду від КОНКАКАФ складала 2,75 млн $, з яким 1 млн був головним призом для чемпіона турніру. Інші призові гроші були розподілені так:
- $ 100 тис. — кожній команді, що вибула в груповому етапі (4 команди)
- $ 125 тис. — кожній команді, що вибула в чвертьфіналі (4 команди)
- $ 150 тис. — 4 місце.
- $ 200 тис. — 3 місце.
- $ 500 тис. — Фіналіст
- $ 1 млн — Чемпіон

## Бомбардири
7 голів
- Клінт Демпсі

6 голів
- Андрес Гвардадо

4 голи
- Орібе Перальта

2 голи
| - Дюкенс Назон - Карлос Вела - Луїс Техада - Майкл Бредлі | - Шелдон Бато - Кенвайн Джонс - Керон Каммінгс | - Джайлс Барнс - Гарет Макклірі - Даррен Меттокс |

1 гол
| - Рой Міллер - Давід Рамірес - Браян Руїс - Карлос Руїс - Карлос Діскуа - Енді Нахар - Майкель Реєс - Альберто Кінтеро | - Роберто Нурсе - Блас Перес - Роман Торрес - Пауль Агілар - Джовані дос Сантос - Хесус Корона - Дастін Кореа - Омар Гонсалес | - Г'ясі Зардес - Арон Юганнссон - Андре Буко - Джовін Джонс - Корделл Като - Йоганс Маршалл - Джобі Макенафф - Родольф Остін |

Автоголи
- Кенвайн Джонс (проти Мексики)

## Скандали

### Арбітраж
Абрітраж на турнірі був двічі підданий серйозній критиці в матчах збірної Мексики. У чвертьфінальному матчі між Мексикою і Коста-Рикою, арбітр Волтер Лопес на останній хвилині у другого додаткового часу призначив пенальті на користь мексиканців за фол захисника Роя Міллера на Орібе Перальті. Мексиканський форвард Андрес Гвардадо забив пенальті і вибив Коста-Рику з турніру. Після цього Даніель Хіменес з La Nación назвав виліт «крадіжкою», а головний арбітр в інтерв'ю Пренса Лібре 23 липня зізнався, що пенальті був помилковим, стверджуючи, що через свою позицію він не зміг правильно побачити момент і ухвалив рішення, яке підказав йому асистент.
У півфінальному матчі між Мексикою та Панамою американський арбітр Марк Гейгер втратив контроль матчу, який почався з сумнівної червоної карткою гравцю Панами Луїса Техади на 24-й хвилині. Згодом, коли Панама вдесятьох вигравала 1:0, він також призначив у ворота панамців спірне пенальті за гру руки. Рішення про присудження одинадцятиметрового удару обурив збірну Панами, яка пішла з поля і погрожували відмовитися від матчу. У той час як гравці були залучені в довгих бійках з офіційними особами, тренерами та іншими гравцями на полі, вболівальники неодноразово закидуваали їх пивними кухлями і іншими предметами. Панама повернулася на поле приблизно через десять хвилин і Андрес Гвардадо забив пенальті, перевівши матч у додатковий час, в якому Мексика виграла за рахунок ще одного пенальті від Гвардадо.
Після півфінального матчу проти Мексики гравці Панами в роздягальні розмахували банером, який читати «CONCACAF Ladrones» («КОНКАКАФ злодії») і «Corruptos» ("Корупція"), вказуючи пальцями вниз в знак протесту. Знімок був потім поширений в Twitter. Дисциплінарний комітет КОНКАКАФ згодом оштрафував панамську федерацію футболу на $ 15 000 за цю дію.
23 липня футбольні асоціації з Панами і Коста-Рики випустили заяви на своїх сайтах з приводу протирічного суддівства, в яких вимагати дискваліфікацію членів комісії суддів КОНКАКАФ. КОНКАКАФ оголосив, що вони будуть обговорювати це питання на засіданні виконавчого комітету.

### Проблеми збірної Куби
Головний тренер збірної Куби Рауль Гонсалес Тріана і шість гравців (Адріан Діс, Арічель Ернандес, Даніель Луїс Саєс, Енді Вакеро, Майкель Реєс і Санді Санчез) не змогли потрапити в Сполучені Штати до першого матчу своєї збірної проти Мексики через проблеми з візами. Всі вони незадовго до цього брали участь в відбіркових матчах до Олімпійських ігор 2016 в Антигуа і Барбуда, де вичинили адміністративні правопорушення. До другого матчу, що мав пройти в неділю проти Тринідаду і Тобаго, тренер і п'ять гравців таки змогли отримати візи і взяти участь у протистоянні, але футболіст Арічель Ернандес отримав відмову від в'їзду і змушений був повністю пропустити турнір.
Крім проблем з візами, Кубинська команда вчергове зіткнулась з проблемою перебіжчиків. Подібні історії з кубинськими спортсменами, які відвідують США, не є рідкістю. Наприклад, в 2013 році шість гравців покинули команду Куби під час Кубка КОНКАКАФ. Цього ж разу, 8 липня, за день до першого матчу збірної проти Мексики, нападник Кейлер Гарсія перейшов в США. Він не з'являвся на сніданок команди в готелі і був відсутній на подальшому тренуванні. Через  проблеми з отриманням американських віз для гравців і персоналу, а також дезертирства Гарсії, Куба мала у розпорядженні лише 16 гравців, доступних для гри проти Мексики. В підсумку кубинці розгромно програли матч 0:6. Після матчу воротар команди Араель Аргульєс не прибув для польоту з національною збірною в Фінікс на другий матч Куби, проти Тринідаду і Тобаго, залишившись у Чикаго.
14 липня півзахисник команди Даріо Суарес не повернувся зі своєї поїздки в супермаркет в Шарлотті, куди його команда прилетіла на заключний матч групового етапу проти Гватемали. А після перемоги 1:0 в тому матчі і виходу до стадії чвертьфіналу, інший півзахисник Аріель Мартінес мав сльози на очах всю дорогу назад в готель. По прибуттю, він вийшов з автобуса, попрощався з тренером, а потім втік в ніч, ставши останнім четвертим втікачем збірної Куби на турнірі.